# Boris Alterman
Boris Alterman (russisch Борис Альтерман; hebräisch בוריס אלתרמן‎; * 4. Mai 1970 in Charkow, Sowjetunion) ist ein israelischer Schach-Großmeister.

## Leben
Boris Alterman begann mit dem Schachspielen im Alter von fünf Jahren und gewann im Alter von 15 Jahren die ukrainische Juniorenmeisterschaft für Spieler unter 18 Jahren. Im Jahre 1987 teilte er mit Gata Kamsky den ersten Platz bei der Juniorenmeisterschaft der Sowjetunion. Im Jahre 1991 emigrierte er nach Israel und erwarb den Titel eines Internationalen Meisters, dem ein Jahr später der Großmeistertitel folgte.
Alterman gewann unter anderem folgende Turniere: München (Open) 1992, Haifa 1993, Bad Homburg vor der Höhe 1996, Rischon leTzion 1996 sowie Peking 1995 und 1997.
Im Jahre 1999 arbeitete er mit Garri Kasparow zusammen und unterstützte ihn bei seiner über das Internet ausgetragenen Partie Kasparow gegen die Welt. Seit dem Jahr 2000 arbeitet Alterman als Berater an dem Computerschachprogramm Junior mit und ist unter anderem für das Eröffnungsbuch zuständig.
Er nimmt nur noch selten an Turnieren teil und ist überwiegend als Schachtrainer tätig. Im Jahre 2010 erhielt er den Titel FIDE Senior Trainer.

## Nationalmannschaft
Alterman nahm mit Israel an den Schacholympiaden 1992, 1994, 1996 und 1998 teil und erzielte dabei 26,5 Punkte aus 42 Partien. Außerdem spielte er 1992 und 1997 bei der Mannschaftseuropameisterschaft und kam dabei auf 11,5 Punkte aus 16 Partien. Hierbei erreichte er 1992 das drittbeste Ergebnis am vierten Brett, 1997 sowohl die beste Eloleistung aller Teilnehmer als auch das zweitbeste Ergebnis am Spitzenbrett.

## Vereine
In Israel spielte Alterman für Hapoel Rischon LeZion und Elitzur Petach Tikwa, mit denen er jeweils zweimal am European Club Cup teilnahm.
In der deutschen Schachbundesliga spielte er von 1997 bis 1999 für die SG Bochum 31.